# Skrzynka narzędziowa

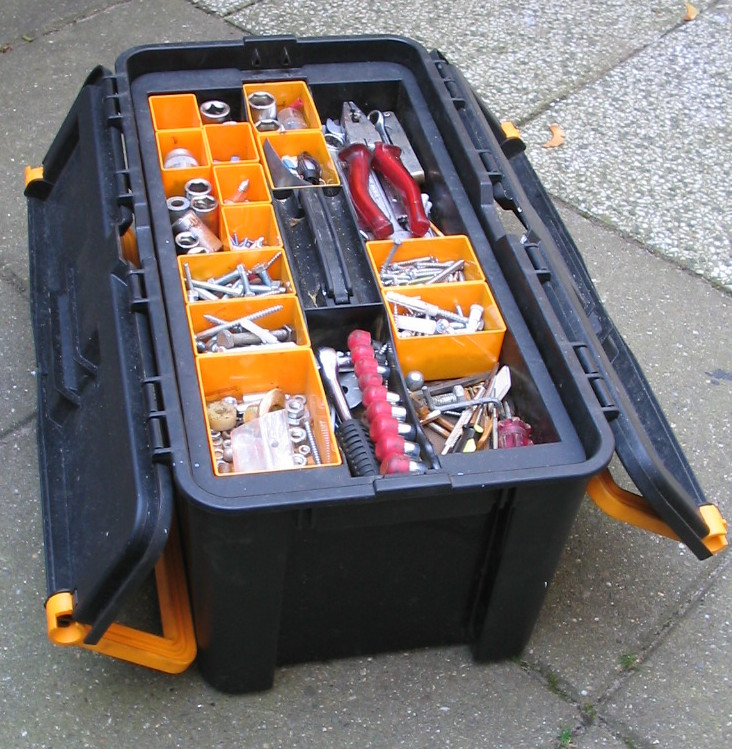
Narzędzia w plastikowej skrzynce

Skrzynka narzędziowa (ang. Toolbox) – metalowy lub plastikowy pojemnik na narzędzia. 
W zależności od potrzeb, w skrzynkach kompletuje się zestawy narzędzi lub przedmiotów, np. budowlane (młotek, piła, śrubokręty, kombinerki...), wędkarskie (żyłki, spławiki, błystki, twistery...), ogrodnicze (nasiona do siewu...) itp.